# Bergtjärnen (Jörns socken, Västerbotten, 725579-169096)
Bergtjärnen är en sjö i Skellefteå kommun i Västerbotten och ingår i Byskeälvens huvudavrinningsområde.